# Ecuador op de Olympische Winterspelen 2018
Ecuador was een van de deelnemende landen aan de Olympische Winterspelen 2018 in Pyeongchang, Zuid-Korea.
Bij de eerste deelname van het land aan de Winterspelen, 94 jaar na het debuut op de Zomerspelen, nam een deelnemer deel. Langlaufer Klaus Jungbluth, ook de vlaggendrager bij de openings- en sluitingsceremonie, kwam uit op een onderdeel. 

## Deelnemers en resultaten
(m) = mannen 

### Langlaufen
| Olympiër        | Onderdeel             | Resultaat | Prestatie          |
| --------------- | --------------------- | --------- | ------------------ |
| Klaus Jungbluth | 15 km vrije stijl (m) | 112e      | 53.30,1 (+19.46,2) |